# Eusthenia nothofagi
Eusthenia nothofagi  (лат.)  — уязвимый вид веснянок из семейства Eustheniidae, эндемик крайнего юго-востока Австралии, где распространён исключительно в области Otway Ranges. Обитает в умеренных дождевых лесах, состоящих преимущественно из нотофагуса Каннингема, и склерофитных эвкалиптовых лесах с преобладанием Eucalyptus regnans. Часть ареала вида находится в пределах национального парка Грейт-Отуэй.
Эта веснянка была описана в 1979 году. Она подобна Eusthenia venosa, но крылья более красные. В 1991 году насекомое считалось вымершим, но затем было снова обнаружено исследователями.